# Tyrrhenische Gebirgseidechse
Die Tyrrhenische Gebirgseidechse (Archaeolacerta bedriagae) ist eine Eidechsenart, die auf Korsika und Sardinien vorkommt. Das Artepitheton ehrt den russischen Herpetologen Jacques von Bedriaga (1854–1906).

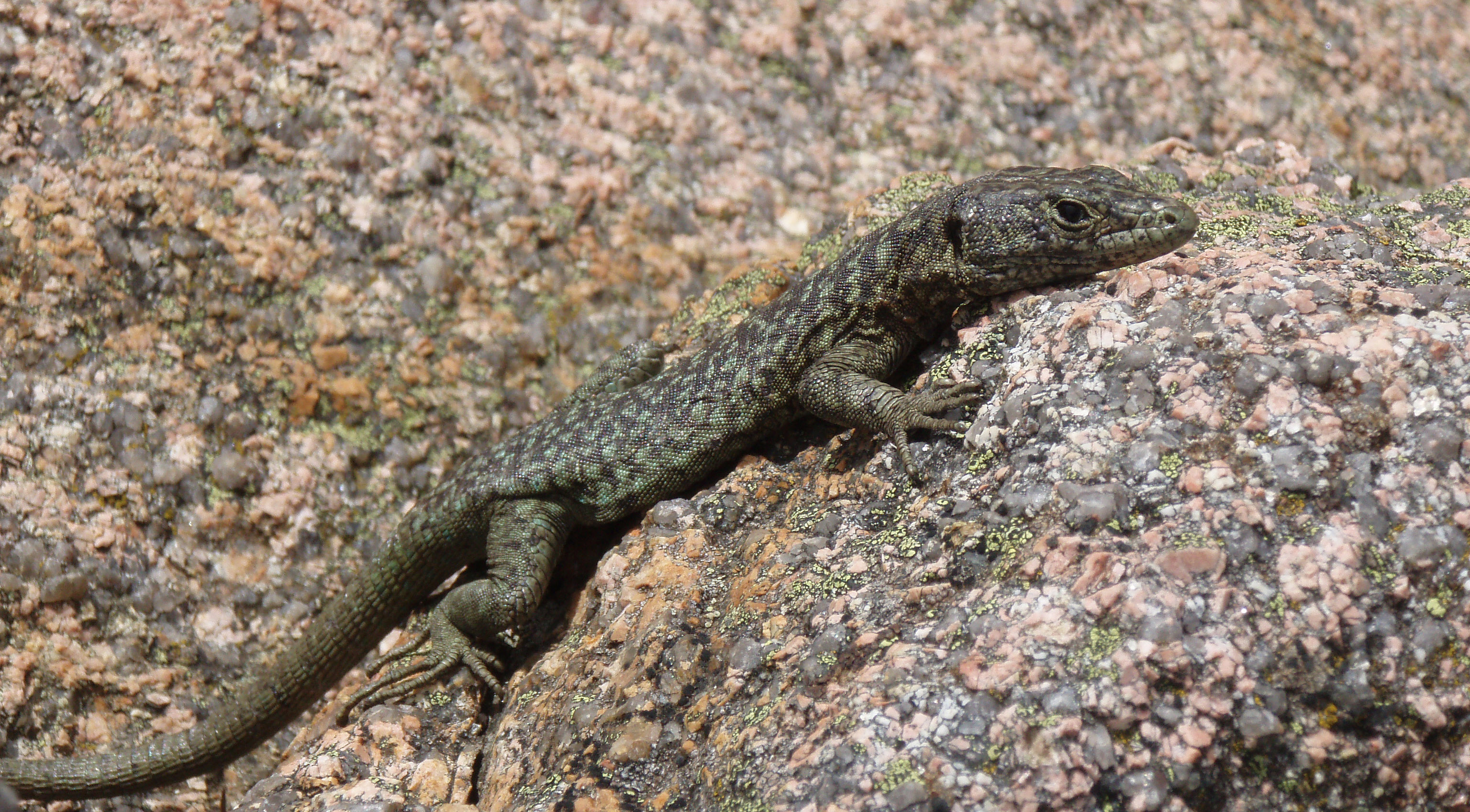
Tyrrhenische Gebirgseidechse; Punta Velaco, Korsika

## Merkmale
Die Tyrrhenische Gebirgseidechse ist groß, kräftig und erreicht eine Gesamtlänge von 20 bis 28 cm, davon entfallen sechs bis acht Zentimeter auf den stark abgeflachten Körper. Die Schuppen auf dem Rücken sind glatt und körnig. Der Kopf ist spitz und an den Schläfen breit. Meist zeigen die Tyrrhenischen Gebirgseidechsen einen grünlichen Rücken und darauf ein netzartiges, dunkles Muster mit olivfarbenem oder bräunlichem Flecken dazwischen. Seltener sind sie einfarbig, dann meist grün bis braunschwarz. Die Flanken sind oft kupferfarben. Der Bauch ist weißlich bis rötlich, manchmal auch gefleckt. Jungtiere haben einen blaugrünen Schwanz.

## Lebensweise
Die Tyrrhenische Gebirgseidechse lebt vor allem im Gebirge in Höhen von 500 bis 2700 Meter. In Nordostsardinien ist sie auch auf Meereshöhe anzutreffen. Sie bevorzugt vegetationsarme Felsregionen und ernährt sich von Insekten und Spinnen. Die Tiere halten fünf bis sechs Monate Winterruhe. Im Frühjahr legt das Weibchen drei bis sechs Eier.

## Unterarten
- Archaeolacerta bedriagae bedriagae (Camerano, 1885) – Korsika
- Archaeolacerta bedriagae paessleri (Mertens, 1927) – Nordsardinien
- Archaeolacerta bedriagae sardoa (Peracca, 1903) – Südsardinien